# Синклер, Александр, 9-й граф Кейтнесс
Александр Синклер, 9-й граф Кейтнесс (англ. Alexander Sinclair, 9th Earl of Caithness; ок. 1684 — 9 декабря 1765) — шотландский дворянин и глава клана Синклер (1705—1765).

## Биография
Родился около 1684 года. Старший сын Джона Синклера, 8-го графа Кейтнесса (? — 1705), и Джин Кармайкл.
В 1705 году после смерти своего отца Александр Синклер унаследовал титул графа Кейтнесса (Пэрство Шотландии).
В 1761 году Александр Синклер, 9-й граф Кейтнесс, оформил ординат, согласно которому в случае несостоятельности его наследников его поместья должны перейти к Синклерам из Стивенсона, которые не были родственниками Синклеров из Мёркла, от которых происходил граф. Он проживал в замке Хаймер, который после его смерти пришел в упадок. После его смерти мужское потомство его отца, Джона Синклера, 8-го графа Кейтнесса, его деда, сэра Джеймса Синклера, 2-го из Меркла, и его прадеда, Джеймса Синклера, 1-го из Меркла, пресеклось. Затем титул перешел к Уильяму Синклеру из Раттара, как прямому потомку сэра Джона Синклера из Гринландаи и Раттара, третьему сыну Джона Синклера, мастера Кейтнесса (? — 1576) и младшему брату Джеймса Синклера, 1-го из Меркла. Мастер Кейтнесса был сыном Джорджа Синклера, 4-го графа Кейтнесса.
У сэра Джеймса Синклера из Мёркла был сын, Дэвид Синклер из Бройнаха, чьи потомки мужского пола унаследовали бы титул в приоритете перед ветвью Синклер из Гринланда и Раттара. Однако его внук Джеймс, который действительно претендовал на титул, не смог доказать законность своего отца, Дэвида, сына Дэвида Синклера из Бройнаха. Таким образом, Уильям Синклер из Раттара был подан наследником мужского пола, став 10-м графом Кейтнессом, и Комитет по привилегиям Палаты лордов присудил ему титул в мае 1772 года.
Лорд Кейтнесс скончался 9 декабря 1765 года, не оставив мужского потомства. Ему наследовал его родственник Уильям Синклер, 10-й граф Кейтнесс (? — 1779).

## Семья
15 февраля 1737/1738 года Александр Синклер женился на леди Маргарет Примроуз (? — 7 октября 1785), дочери Арчибальда Примроуза, 1-го графа Розбери, и Доротеи Кресси. У супругов родилась одна дочь:
- Леди Доротея Синклер (4 апреля 1739 — 30 сентября 1818), в 1759 году она вышла замуж за Джеймса Даффа, 2-го графа Файфа (1729—1809)[2].